# 海斯鎮區 (堪薩斯州麥克弗森縣)
海斯鎮區（英語：Hayes Township）為美國堪薩斯州麥克弗森縣轄下的鎮區。2010年美国人口普查中此鎮區人口有277人。

## 地理
海斯鎮區涵蓋總面積為93.8平方（36.20平方英里），其中陸地面積為93.8平方（36.20平方英里），水域面積為0平方（0.00平方英里）或0.00%。

## 人口統計
根據2010年美國人口普查，海斯鎮區人口有277人，其中男性有147人，女性有130人，人口密度為每平方公里2.96人，住房計112戶。鎮區內的白人有275人，非裔美國人有0人，美洲原住民有0人，亞裔美國人有1人，太平洋島裔美國人有0人，其他種族有0人，混血種族則有1人。此外鎮區內有1人為西班牙裔或拉丁裔美國人。此鎮區之年齡中位數為42.5歲，而男性年齡中位數為40.8歲，女性年齡中位數為43.7歲。